# Aegophagamyia hildebrandti
Aegophagamyia hildebrandti är en tvåvingeart som först beskrevs av Günther Enderlein 1923.  Aegophagamyia hildebrandti ingår i släktet Aegophagamyia och familjen bromsar.
Artens utbredningsområde är Madagaskar. Inga underarter finns listade i Catalogue of Life.